# Campionati europei di ciclismo su pista 2024 - Omnium femminile
L'omnium femminile ai Campionati europei di ciclismo su pista 2024 si svolse il 12 gennaio 2024 presso il Omnisport Apeldoorn di Apeldoorn, nei Paesi Bassi.

## Risultati

### Scratch
| Pos. | Atleta              | Nazione       | Giri persi | Punti evento |
| ---- | ------------------- | ------------- | ---------- | ------------ |
| 1    | Anita Stenberg      | Norvegia      |            | 40           |
| 2    | Letizia Paternoster | Italia        |            | 38           |
| 3    | Daria Pikulik       | Polonia       |            | 36           |
| 4    | Neah Evans          | Gran Bretagna |            | 34           |
| 5    | Lara Gillespie      | Irlanda       |            | 32           |
| 6    | Aline Seitz         | Svizzera      |            | 30           |
| 7    | Marit Raaijmakers   | Paesi Bassi   |            | 28           |
| 8    | Valentine Fortin    | Francia       |            | 26           |
| 9    | Lotte Kopecky       | Belgio        |            | 24           |
| 10   | Olivija Baleišytė   | Lituania      |            | 22           |
| 11   | Lea Teutenberg      | Germania      |            | 20           |
| 12   | Petra Ševčíková     | Rep. Ceca     |            | 18           |
| 13   | Eukene Larrarte     | Spagna        |            | 16           |
| 14   | Maria Martins       | Portogallo    |            | 14           |
| 15   | Alžbeta Bačíková    | Slovacchia    |            | 12           |
| 16   | Leila Gschwentner   | Austria       |            | 10           |
| 17   | Tetiana Yashchenko  | Ucraina       |            | 8            |
| 18   | Argyro Milaki       | Grecia        |            | 6            |
| 19   | Ellen Klinge        | Danimarca     |            | 4            |

### Corsa tempo
| Pos. | Atleta              | Nazione       | Punti in corsa | Punti evento |
| ---- | ------------------- | ------------- | -------------- | ------------ |
| 1    | Valentine Fortin    | Francia       | 23             | 40           |
| 2    | Anita Stenberg      | Norvegia      | 22             | 38           |
| 3    | Petra Ševčíková     | Rep. Ceca     | 22             | 36           |
| 4    | Neah Evans          | Gran Bretagna | 22             | 34           |
| 5    | Marit Raaijmakers   | Paesi Bassi   | 21             | 32           |
| 6    | Maria Martins       | Portogallo    | 21             | 30           |
| 7    | Eukene Larrarte     | Spagna        | 4              | 28           |
| 8    | Lotte Kopecky       | Belgio        | 3              | 26           |
| 9    | Lara Gillespie      | Irlanda       | 3              | 24           |
| 10   | Daria Pikulik       | Polonia       | 2              | 22           |
| 11   | Letizia Paternoster | Italia        | 2              | 20           |
| 12   | Lea Teutenberg      | Germania      | 1              | 18           |
| 13   | Olivija Baleišytė   | Lituania      | 0              | 16           |
| 14   | Aline Seitz         | Svizzera      | 0              | 14           |
| 15   | Ellen Klinge        | Danimarca     | 0              | 12           |
| 16   | Leila Gschwentner   | Austria       | 0              | 10           |
| 17   | Argyro Milaki       | Grecia        | 0              | 8            |
| 18   | Alžbeta Bačíková    | Slovacchia    | 0              | 6            |
| 19   | Tetiana Yashchenko  | Ucraina       | –20            | 4            |

### Corsa a eliminazione
| Pos. | Atleta              | Nazione       | Punti evento |
| ---- | ------------------- | ------------- | ------------ |
| 1    | Lotte Kopecky       | Belgio        | 40           |
| 2    | Letizia Paternoster | Italia        | 38           |
| 3    | Anita Stenberg      | Norvegia      | 36           |
| 4    | Neah Evans          | Gran Bretagna | 34           |
| 5    | Valentine Fortin    | Francia       | 32           |
| 6    | Maria Martins       | Portogallo    | 30           |
| 7    | Daria Pikulik       | Polonia       | 28           |
| 8    | Olivija Baleišytė   | Lituania      | 26           |
| 9    | Aline Seitz         | Svizzera      | 24           |
| 10   | Lara Gillespie      | Irlanda       | 22           |
| 11   | Petra Ševčíková     | Rep. Ceca     | 20           |
| 12   | Ellen Klinge        | Danimarca     | 18           |
| 13   | Alžbeta Bačíková    | Slovacchia    | 16           |
| 14   | Marit Raaijmakers   | Paesi Bassi   | 14           |
| 15   | Lea Teutenberg      | Germania      | 12           |
| 16   | Argyro Milaki       | Grecia        | 10           |
| 17   | Eukene Larrarte     | Spagna        | 8            |
| 18   | Leila Gschwentner   | Austria       | 6            |
| 19   | Tetiana Yashchenko  | Ucraina       | 4            |

### Corsa a punti
| Pos. | Atleta              | Nazione       | Scratch | Tempo | Eliminazione | Subtotale | Punti giro | Punti sprint | Ordine d'arrivo | Punti totali |
| ---- | ------------------- | ------------- | ------- | ----- | ------------ | --------- | ---------- | ------------ | --------------- | ------------ |
| 1    | Anita Stenberg      | Norvegia      | 40      | 38    | 36           | 114       | 20         | 8            | 5               | 142          |
| 2    | Neah Evans          | Gran Bretagna | 34      | 34    | 34           | 102       | 20         | 14           | 4               | 136          |
| 3    | Valentine Fortin    | Francia       | 26      | 40    | 32           | 98        | 20         | 13           | 2               | 131          |
| 4    | Lara Gillespie      | Irlanda       | 32      | 24    | 22           | 78        | 40         | 12           | 3               | 130          |
| 5    | Daria Pikulik       | Polonia       | 18      | 36    | 34           | 86        | 20         | 23           | 1               | 129          |
| 6    | Letizia Paternoster | Italia        | 38      | 20    | 38           | 96        | 20         | 3            | 7               | 119          |
| 7    | Lotte Kopecky       | Belgio        | 24      | 26    | 40           | 90        | 20         | 5            | 6               | 115          |
| 8    | Maria Martins       | Portogallo    | 14      | 30    | 30           | 74        | 20         | 4            | 14              | 98           |
| 9    | Marit Raaijmakers   | Paesi Bassi   | 28      | 32    | 14           | 74        | 20         | 2            | 11              | 96           |
| 10   | Aline Seitz         | Svizzera      | 30      | 14    | 24           | 68        | 20         | 3            | 15              | 91           |
| 11   | Olivija Baleišytė   | Lituania      | 22      | 16    | 26           | 64        | 20         | 1            | 8               | 85           |
| 12   | Lea Teutenberg      | Germania      | 20      | 18    | 12           | 50        | 20         | 6            | 16              | 76           |
| 13   | Petra Ševčíková     | Rep. Ceca     | 18      | 36    | 20           | 74        | 0          | 0            | 13              | 74           |
| 14   | Eukene Larrarte     | Spagna        | 18      | 36    | 20           | 74        | 0          | 0            | 13              | 57           |
| 15   | Ellen Klinge        | Danimarca     | 4       | 12    | 18           | 34        | 20         | 0            | 9               | 54           |
| 16   | Alžbeta Bačíková    | Slovacchia    | 12      | 6     | 16           | 34        | –20        | 0            | 17              | 14           |
| 17   | Leila Gschwentner   | Austria       | 10      | 10    | 6            | 26        | –20        | 0            | 12              | 6            |
| 18   | Argyro Milaki       | Grecia        | 6       | 8     | 10           | 24        | –20        | 0            | 10              | 4            |
|      | Tetiana Yashchenko  | Ucraina       | 8       | 4     | 4            | 16        | 0          | 0            | DNF             | DNF          |